# Cologne Crocodiles
| Ewige GFL-Bilanz | Ewige GFL-Bilanz | Ewige GFL-Bilanz | Ewige GFL-Bilanz | Ewige GFL-Bilanz | Ewige GFL-Bilanz | Ewige GFL-Bilanz | Ewige GFL-Bilanz | Ewige GFL-Bilanz | Ewige GFL-Bilanz | Ewige GFL-Bilanz | Ewige GFL-Bilanz |
| Jahr             | Gesamt           | Gesamt           | Gesamt           | Heim             | Heim             | Heim             | Ausw.            | Ausw.            | Ausw.            | TD-Verhältnis    |                  |
| Jahr             | S                | N                | U                | S                | N                | U                | S                | N                | U                | TD-Verhältnis    |                  |
| ---------------- | ---------------- | ---------------- | ---------------- | ---------------- | ---------------- | ---------------- | ---------------- | ---------------- | ---------------- | ---------------- | ---------------- |
| 1981             | 10               | 2                | 0                | 5                | 1                | 0                | 5                | 1                | 0                | 523:158          |                  |
| 1982             | 13               | 1                | 0                | 7                | 0                | 0                | 6                | 1                | 0                | 517:133          |                  |
| 1983             | 10               | 2                | 0                | 5                | 1                | 0                | 5                | 1                | 0                | 330:199          |                  |
| 1984             | 11               | 1                | 0                | 6                | 0                | 0                | 5                | 1                | 0                | 368:125          |                  |
| 1985             | 10               | 2                | 2                | 5                | 1                | 1                | 5                | 1                | 1                | 454:101          |                  |
| 1986             | 5                | 5                | 0                | 2                | 3                | 0                | 3                | 2                | 0                | 163:93           |                  |
| 1987             | 7                | 3                | 0                | 4                | 1                | 0                | 3                | 2                | 0                | 243:132          |                  |
| 1988             | 6                | 4                | 0                | 3                | 2                | 0                | 3                | 2                | 0                | 208:229          |                  |
| 1989             | 5                | 5                | 0                | 3                | 2                | 0                | 2                | 3                | 0                | 161:248          |                  |
| 1990             | 8                | 2                | 0                | 4                | 1                | 0                | 4                | 1                | 0                | 269:100          |                  |
| 1991             | 12               | 2                | 0                | 6                | 1                | 0                | 6                | 1                | 0                | 516:193          |                  |
| 1992             | 10               | 2                | 0                | 5                | 1                | 0                | 5                | 1                | 0                | 400:84           |                  |
| 1993             | 13               | 1                | 0                | 6                | 1                | 0                | 7                | 0                | 0                | 635:185          |                  |
| 1994             | 10               | 3                | 0                | 5                | 1                | 0                | 5                | 2                | 0                | 390:243          |                  |
| 1995             | 7                | 5                | 0                | 3                | 3                | 0                | 4                | 2                | 0                | 315:245          |                  |
| 1996             | 7                | 4                | 0                | 3                | 2                | 0                | 4                | 2                | 0                | 275:228          |                  |
| 1997             | 5                | 4                | 1                | 4                | 1                | 0                | 1                | 3                | 1                | 195:179          |                  |
| 1998             | 8                | 3                | 1                | 4                | 1                | 1                | 4                | 2                | 0                | 392:210          |                  |
| 1999             | 6                | 4                | 0                | 3                | 2                | 0                | 3                | 2                | 0                | 345:188          |                  |
| 2000             | 9                | 1                | 0                | 4                | 1                | 0                | 5                | 0                | 0                | 346:186          |                  |
| 2001             | 5                | 6                | 1                | 2                | 3                | 1                | 3                | 3                | 0                | 272:286          |                  |
| 2002             | 9                | 3                | 0                | 4                | 2                | 0                | 5                | 1                | 0                | 271:179          |                  |
| 2003             | 1                | 10               | 1                | 1                | 4                | 1                | 0                | 6                | 0                | 114:342          |                  |
| 2017             | 6                | 8                | 0                | 4                | 3                | 0                | 2                | 5                | 0                | 373:390          |                  |
| 2018             | 7                | 6                | 1                | 4                | 3                | 0                | 3                | 3                | 1                | 376 : 403        |                  |
| 2019             | 7                | 7                | 0                | 4                | 3                | 0                | 3                | 4                | 0                | 251 : 314        |                  |
| Gesamt           | 207              | 96               | 7                | 106              | 44               | 4                | 101              | 44               | 3                | 8075:5373        |                  |

Die Cologne Crocodiles sind ein Verein für American Football in Köln. Als einer der traditionsreichsten Vereine des seit den 1970er Jahren in Deutschland praktizierten Mannschaftssports führten sie zeitweise die ewige Bundesligatabelle an. Ihr letzter großer Erfolg war der Gewinn der Meisterschaft 2016 der GFL2 Nord und der folgende Wiederaufstieg in die GFL Nord zur Saison 2017.

## Geschichte
Als 1st American Football Club Cologne Crocodiles e. V. am 13. März 1980 in Köln gegründet, startete der Verein in der Nordwestdeutschen Football Liga. Anschließend spielten die Cologne Crocodiles 1981 bis 2003 ununterbrochen in der GFL. In dieser Zeit konnten sie 1982, 1990, 1991, 1993, 1997 und 2000 insgesamt sechs Teilnahmen im Endspiel, dem German Bowl, sowie den Gewinn der deutschen Meisterschaft 2000 im German Bowl XXII in und gegen Braunschweig als größte Erfolge verbuchen. 
Aufgrund von finanziellen Schwierigkeiten wurde nach der Saison 2003 der Spielbetrieb des Vereins zwischenzeitlich ausgesetzt. Der damalige Vorstand sah sich gezwungen, ein Insolvenzverfahren einzuleiten, in dessen Rahmen der Verein umstrukturiert werden musste. Die Jugendabteilung der Cologne Crocodiles, bis dahin zweimaliger Sieger des Junior Bowls 1983 und 1993 sowie Nordrhein-Westfalen-Meister 1993 und 1997, schloss sich 2004 dem benachbarten SV Lövenich-Widdersdorf 1986/1927 e. V. an, spielt seit 2012 jedoch wieder als Teil der Cologne Crocodiles in der GFL Juniors, der höchsten deutschen Jugendspielklasse. 2014 gelang durch ein 37:0 im Junior Bowl gegen die Düsseldorf Panther die dritte deutsche Jugendmeisterschaft. Des Weiteren stellen die Cologne Crocodiles als einer von wenigen American-Football-Vereinen in Deutschland eine C-Jugend-Mannschaft. Diese gewann auch das erste offizielle C-Jugend-Testspiel in Deutschland überhaupt. Seit 2009 stellt der Verein zudem mit der D-Jugend eines der ersten U12-Teams im Tackle-Bereich.
2008 erfolgte als All-American Football Club Cologne Crocodiles e. V. der lang geplante Wiederaufbau des Vereins und seiner Herrenmannschaft, die 2009 wieder am Spielbetrieb der Landesliga NRW Süd teilnahm. Die Punktrunde konnte die Mannschaft ungeschlagen als Erstplatzierter beenden und trat anschließend gegen die Sauerland Mustangs in den Platzierungsspielen um den Landesligatitel an. 2010 beendeten die Cologne Crocodiles die Saison in der Verbandsliga mit dem Meistertitel und traten 2011 in der Oberliga an. Das erste Jahr in der Oberliga war wenig erfolgreich. Nachdem Udo Rath den Posten des Head Coaches aus privaten Gründen aufgab, übernahmen die ehemaligen Spieler Thomas Achtermann und Christian Rasquin das Team als Trainer. Nach einer Saison mit neun Siegen und einer Niederlage gewannen die Cologne Crocodiles die Oberliga NRW 2012 und stiegen in die Regionalliga West auf. Der erfolgreiche Wiederaufbau konnte in der Regionalliga West unter Cevin Conrad in der Saison 2013 fortgesetzt werden. Mit sechs Siegen und einem Punkteverhältnis von 208:14 startete man in die Drittligasaison. Nach dem Wechsel auf dem Posten des Headcoaches zum Vereinsurgestein David Odenthal vor der Sommerpause, musste man die folgenden zwei Spiele verloren geben. Die Saison wurde mit zwei Siegen und 105:3 Punkten beendet. Damit sicherte man sich die erneute Meisterschaft und den direkten Aufstieg in die zweite Liga, die GFL2 Nord. In der Saison 2016 gewannen die Crocodiles die GFL2 Nord und besiegten in den Relegationsspielen die Düsseldorf Panther mit 34:0 und 28:0 und stiegen so in die GFL Nord auf. Seit dem Aufstieg in die 1. Liga betreibt der Verein auf YouTube ein eigenes redaktionelles Videoformat namens Crocodiles TV. Zehn Jahre nach dem Wiederaufbau, in der Saison 2018, schafften es die Cologne Crocodiles wieder in die Play-offs einzuziehen. Nachdem wie auch drei Jahre später im Viertelfinale bereits Schluss war, konnten die Crocodiles Saison 2022 ins Halbfinale einziehen. Zur Folgesaison gaben die Crocodiles kurz vor Ligastart ihren Rückzug bekannt. Grund dafür war der Abgang zahlreicher Spieler nach der Entlassung des Headcoaches David Odenthal. Zur Saison 2024 konnten die Cologne Crocodiles wieder einen Kader für die dritte Liga stellen unter Headcoach Frank Pfliegner, ehemaliger Defense Coordinator der Crocodiles. 

## Spielstätte
Das GFL-Team trägt seine Heimspiele im Südstadion in Köln aus. Bis zur Saison 2019 spielte die erste Mannschaft im Sportpark Höhenberg.

## Erfolge

### 1. Mannschaft
- 2021: Einzug in die Play-offs
- 2018: Einzug in die Play-offs
- 2016: Meister der GFL2 Nord / Aufstieg in die GFL Nord
- 2013: Meister der Regionalliga West
- 2012: Meister der Oberliga NRW
- 2010: Meister der Verbandsliga NRW
- 2009: Gruppensieger Landesliga NRW-Süd/Gesamtsieger der Landesliga NRW
- 2000: Gewinn des German Bowl XXII
- 1982, 1990, 1991, 1993, 1997: German-Bowl-Vizemeister

### A-Jugend
- 1983, 1993, 2014, 2015, 2019: Gewinner Junior Bowl II  (erste offizielle Deutsche Jugend-Meisterschaft), Junior Bowl XII, Junior Bowl XXXIII, Junior Bowl XXXIV, Junior Bowl XXXVIII
- 1982, 2012, 2013, 2016: Deutscher Jugend-Vizemeister
- 1988, 1993, 1997: Jugend-NRW-Meister

## Fernsehauftritte
1996 spielte die Folge „Tod in der Endzone“ der RTL-Serie SK-Babies und 2000 die Folge „Touch Down“ der RTL-Serie Die Wache im Umfeld der Cologne Crocodiles. 2014 zeigte die Fernsehshow TV Total ein Training der Cologne Crocodiles, an dem Komiker Luke Mockridge teilnahm. Dezember 2014: Spieler (Unterstützung) und Trainer (am Grill) gewinnen die Grill-Koch Show BeefBattle auf ProSieben Maxx gegen den Koch Stefan Wiertz. Seit dem Aufstieg in die GFL betreiben die Crocodiles mit CrocodilesTV ihren eigenen YouTube-Kanal, der gemessen an den Abonnenten-Zahlen im Frühjahr 2018 der reichweitenstärkste Vereins-Kanal der GFL Nord und GFL Süd wurde. Seit Beginn der Saison 2018 sind auch Spiele aus dem Sportpark Höhenberg im Live-Stream zu sehen.